# Джордж Брайтон
Джо́рдж Бра́йтон (англ. George Brayton, 3 жовтня 1830, Род-Айленд, США — 17 грудня 1892 Бостон, США) — американський інженер-механік. Винахідник одного з перших варіантів конструкцій поршневого двигуна внутрішнього згоряння, термодинамічний цикл роботи якого згодом отримав назву «цикл Брайтона». Цей цикл у подальшому був використаний для опису робочих процесів деяких типів теплових двигунів безперервної дії — газотурбінних та повітряно-реактивних.

## Перші винаходи
Брайтон набув знань та професійних навичок працюючи машиністом у механічній майстерні компанії «Tom Hill's» у Провіденсі та у компанії «Corliss Engine Works». Серед його ранніх винаходів були конструкція вогнепальної зброї із заряджанням з казенної частини та конструкція клепальної машини для виготовлення металевих ємностей. У 1848 році його увагу привернула конструкція парового котла, і він винайшов конструкцію секційного парогенератора, що отримав назву «Exeter boiler» і який у великих обсягах вироблявся машинобудівним заводом компанії «Exeter, N. H.».

## Двигун Брайтона

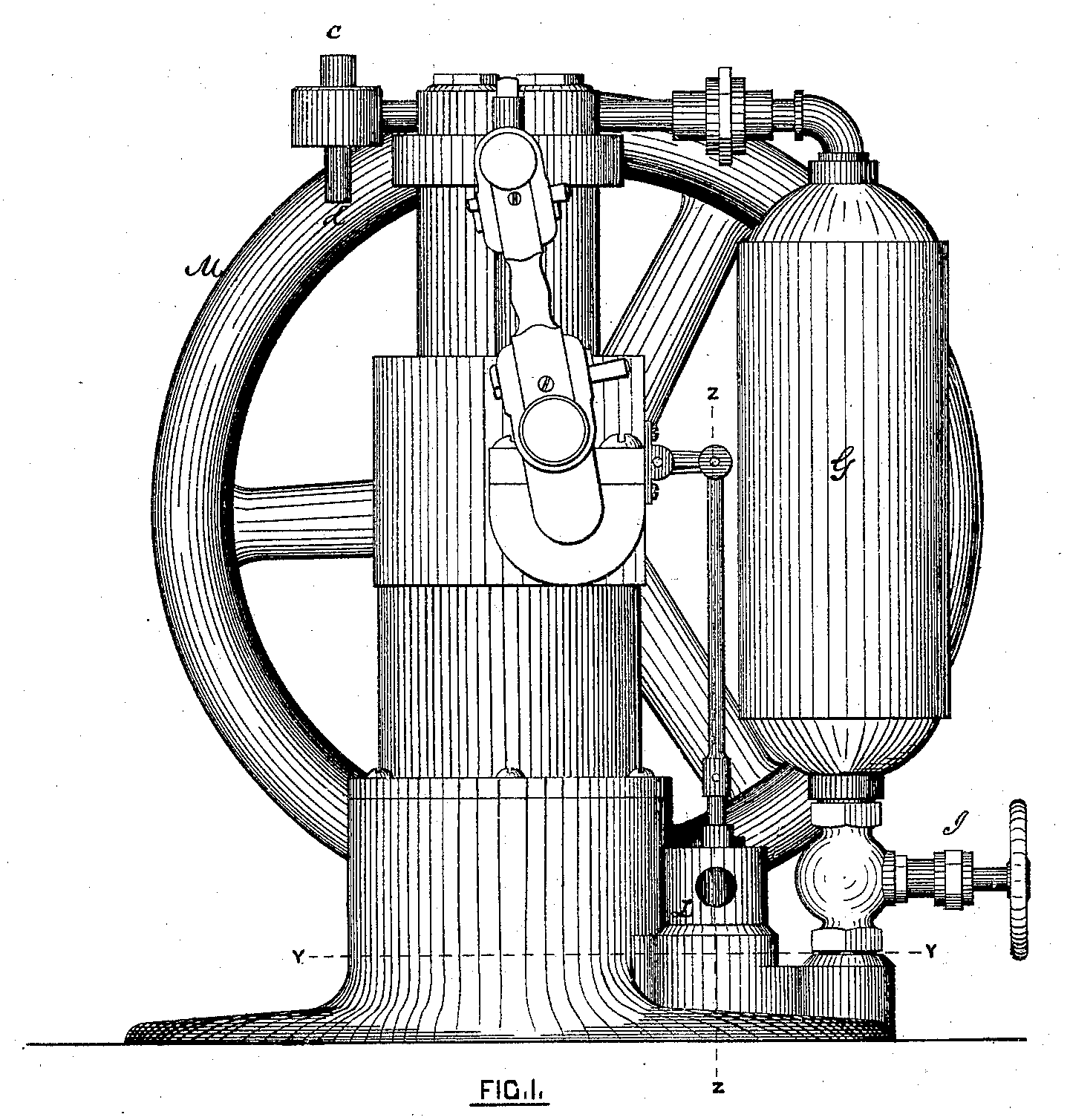
Двигун Брайтона

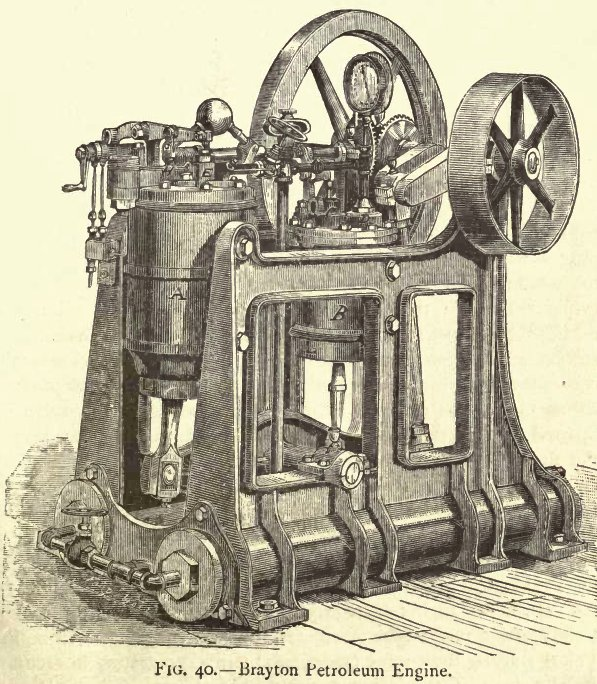
Один з перших двигунів Брайтона

2 квітня 1872 року Дж. Брайтон запатентував двотактний, двоциліндровий двигун внутрішнього згоряння, який він назвав «Ready Motor», що можна перекласти як «двигун постійної готовності». Ця назва виправдовувалась тим, що у двигуні як пальне використовувався гас. Тому він не потребував ні розігріву котла, як парові машини, ні запуску газогенератора, як газовий двигун Ленуара. Один циліндр з поршнем у двигуні Брайтона виконував функцію компресора, що нагнітав повітря в камеру згоряння, у якій безупинно надходив і згорав гас, з утворенням гарячого газоподібного робочого тіла під тиском. Робоче тіло, через золотниковий пристрій надходило у другий — робочий циліндр, поршень якого працював аналогічно, як і в паровій машині Дж. Ватта, обертаючи вал через кривошипно-шатунний механізм. Поршень компресора приводився в рух від валу з використанням кривошипно-шатунного механізму.
Двигун Брайтона мав набагато кращі показники питомої потужності і економічності, ніж двигун Ленуара, і йому не потрібна була система електричного запалювання, але була одна проблема, вдалого технічного рішення якої не вдавалося знайти — створення достатнього тиску в камері згоряння при запуску двигуна.
У 1874 році Брайтона подав заявку на патент на систему упорскування рідкого палива. У цьому варіанті паливо подавалось після того як повітря проходило в циліндр розширення, тим самим усуваючи проблеми вибуху. Запалювання здійснювалось від керованого полум'я. Перша спроба застосування цього принципу із забезпеченням згоряння при постійному тиску не мала успіху в експериментальній конструкції Вільяма Сіменса (англ. Sir William Siemens; 1823–1883) у 1861 з використанням 4-циліндрового двигуна з відокремленою камерою згоряння (за британським патентом № 2074 від 1860 року). Тоді ж як Джордж Брайтон не тільки домігся успіху створенні двигуна, що працював за циклом із постійним тиском, але він також створив і комерційний продукт.
Двигуни, що працювали за циклом Брайтона були одними з перших двигунів, що використовувалися для створення рушійної сили. У 1881 році Джон Філіп Голланд використав двигун Брайтона для урухомлення першого у світі успішного самохідного підводного човна «Fienian Ram».

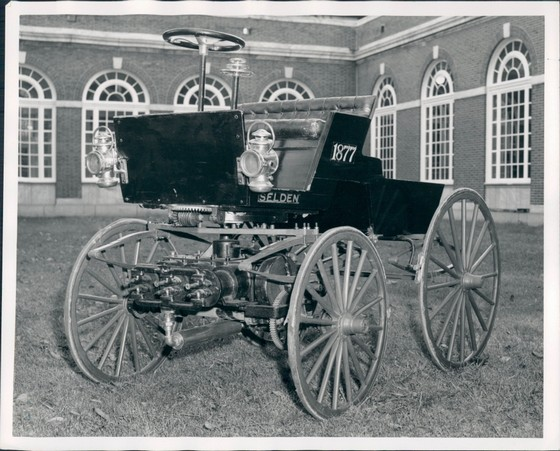
Автомобіль Селдена з двигуном, що працював за циклом Брайтона

Також на авто Джорджа Селдена конструкції 1878 року було використано двигун, що працював за циклом Брайтона.
У той же час (1876) з'явився двигун Н. Отто, який став домінуючим на ринку теплових двигунів і витіснив всіх конкурентів, у тому числі й «Ready Motor».

## Деякі з патентів Брайтона
- US44598 A George B. Brayton Improvement in steam-generators [Архівовано 10 червня 2016 у Wayback Machine.]. Publication date: Oct 11, 1864.
- US44600 A George B. Brayton Improvement in steam-generators. Publication date: Oct 11, 1864.
- US71360 A George B. Brayton Improvement in dies for threading screws [Архівовано 12 червня 2016 у Wayback Machine.]. Publication date: Nov 26, 1867.
- US72790 A George B. Brayton Improved method of making eyelets. Publication date: Dec 31, 1867.
- US125166 A George B. Brayton Improvement in gas engines. Publication date: Apr 2, 1872.
- US190411 A George B. Brayton Improvement in pistons for air and gas engines [Архівовано 10 червня 2016 у Wayback Machine.]. Publication date: May 8, 1877.
- US269914 A George B. Brayton Air pump valve [Архівовано 19 червня 2016 у Wayback Machine.]. Publisation date: Jan 2, 1883.